# Przewodniczący Zgromadzenia Republiki Macedonii Północnej

## Chronologiczna lista
tymczasowo
| #   | Imię i Nazwisko     | Portret | Kadencja            | Kadencja            | Partia polityczna | Partia polityczna |
| #   | Imię i Nazwisko     | Portret | Od                  | Do                  | Partia polityczna | Partia polityczna |
| --- | ------------------- | ------- | ------------------- | ------------------- | ----------------- | ----------------- |
| 1   | Stojan Andow        |         | 8 stycznia 1991     | 6 marca 1996        |                   | LPM               |
| 2   | Tito Petkowski      |         | 6 marca 1996        | 19 listopada 1998   |                   | SDSM              |
| 3   | Sawo Klimowski      |         | 19 listopada 1998   | 30 listopada 2000   |                   | DA                |
| (1) | Stojan Andow        |         | 30 listopada 2000   | 4 października 2002 |                   | LPM               |
| 4   | Nikoła Popowski     |         | 4 października 2002 | 8 listopada 2003    |                   | SDSM              |
| –   | Liljana Popowska    |         | 8 listopada 2003    | 18 listopada 2003   |                   | LPD               |
| 6   | Lupczo Jordanowski  |         | 18 listopada 2003   | 2 sierpnia 2006     |                   | SDSM              |
| 7   | Lubisza Georgiewski |         | 2 sierpnia 2006     | 21 czerwca 2008     |                   | VMRO-DPMNE        |
| 8   | Trajko Welanoski    |         | 21 czerwca 2008     | 27 kwietnia 2017    |                   | VMRO-DPMNE        |
| 9   | Talat Xhaferi       |         | 27 kwietnia 2017    | 25 stycznia 2024    |                   | DUI               |
| 10  | Jowan Mitreski      |         | 26 stycznia 2024    | nadal               |                   | SDSM              |